# Christine Clark
Christine „Chris” Clark, z domu Hoth (ur. 10 października 1962 w Butte, w stanie Montana) – amerykańska lekkoatletka, biegaczka długodystansowa.
W 1999 zdobyła brązowy medal mistrzostw kraju w maratonie. Rok później niespodziewanie zwyciężyła w amerykańskich kwalifikacjach olimpijskich poprawiając rekord życiowy o ponad 7 minut i wywalczyła prawo występu na igrzyskach olimpijskich w Sydney. Pomimo problemów zdrowotnych na igrzyskach uzyskała najlepszy rezultat w karierze (2:31:35) i zajęła 19. miejsce.
W 1988 ukończyła medycynę na University of Washington, podjęła później pracę jako patolog w Anchorage.

## Rekordy życiowe
- bieg maratoński – 2:31:35 (2000)